# Freispitzgroep

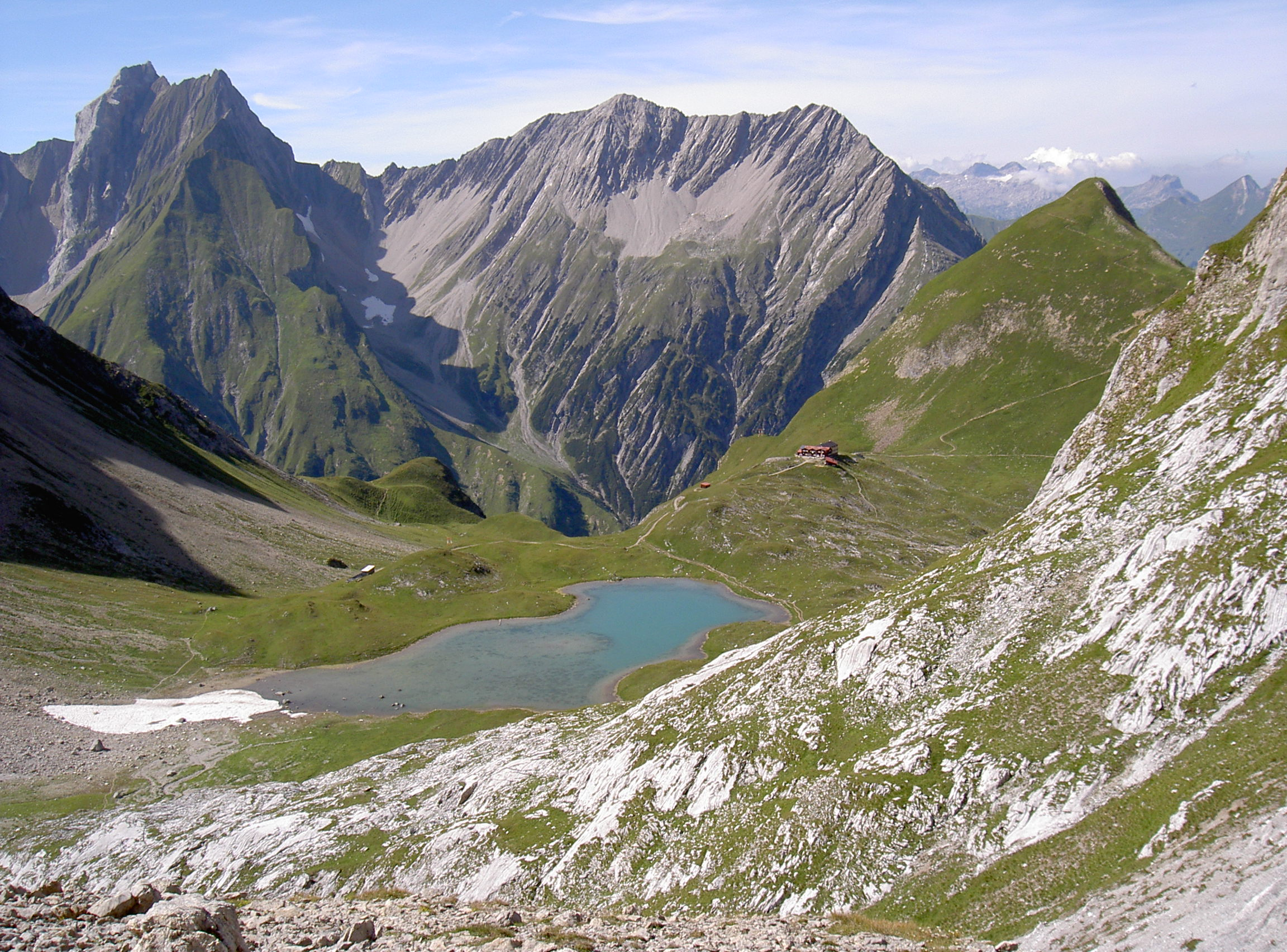
De Freispitze (links) en de Jägerrücken (2647 meter). Op de voorgrond de Memminger Hütte met zijn huisberg, de Seekogel (2412 meter) en de Unterer Seewisee, vanuit het oosten

De Freispitzgroep (Duits: Freispitzgruppe) is een van de negen subgroepen waarin de Oostenrijkse Lechtaler Alpen worden onderverdeeld.
De Freispitzgroep is een van de kleinere van deze subgroepen en is gelegen ten noorden van het Stanzertal, ingeklemd tussen de Wetterspitz- en Vallesingroep in het westen en de Parseiergroep in het oosten. De gehele groep ligt in de deelstaat Tirol. De groep is vernoemd naar de hoogste top in de bergketen, de 2884 meter hoge Freispitze. In de groep is de Ansbacher Hütte gelegen op een hoogte van 2356 meter. Op de grens met de Parseiergroep ligt de Memminger Hütte.

## Bergtoppen
Benoemde bergtoppen in de Freispitzgroep zijn:
- Freispitze, 2884 meter
- Rotspitze, 2837 meter
- Rotplatte, 2831 meter
- Grießlspitze, 2830 meter
- Grießkopf, 2814 meter
- Grießmuttekopf, 2807 meter
- Stierlochkopf, 2788 meter
- Schwarzlochkopf, 2739 meter
- Saxerspitze, 2690 meter
- Jägerrücken, 2647 meter
- Rote Platte, 2631 meter
- Samspitze, 2624 meter
- Stierkopf, 2589 meter
- Dreischartlkopf, 2440 meter
- Blankaspitze, 2174 meter